# Stalham
Stalham is een marktstad en civil parish (inwonertal 2951) in het bestuurlijke gebied North Norfolk, in het Engelse graafschap Norfolk. De plaats ligt in de Norfolk Broads, ongeveer 20 km van Norwich aan de A149.

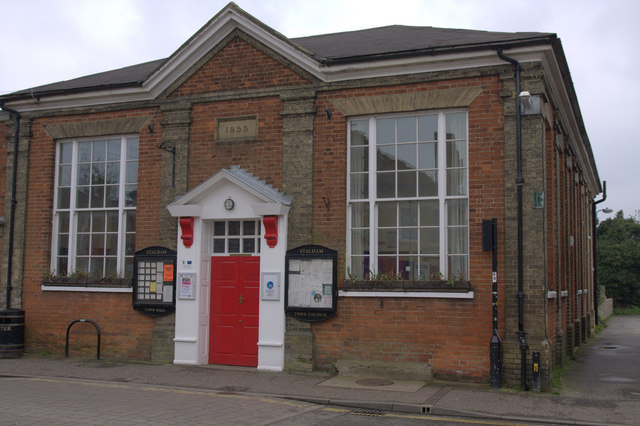
Gemeentehuis